# Estero Curanilahue
El estero Curanilahue es un curso natural de agua que fluye con dirección general poniente hasta desembocar en el océano Pacífico en la Región de Biobío unos kilómetros al sur de la desembocadura del río Paicaví.
Ver Curanilahue (desambiguación).

## Trayecto
El estero Curanilahue es el emisario de la laguna Antiquina.

## Historia
Francisco Solano Asta-Buruaga y Cienfuegos escribió en 1899 en Diccionario Geográfico de la República de Chile sobre el río:
Curanilahue.-—Riachuelo del departamento de Cañete, con origen en las faldas occidentales de la cordillera de Nahuelvuta, cercanas al S. de la extremidad oriental del lago Lanalhue. Corre al O. entre márgenes selvosas, y desagua en el Pacífico á 10 ó 12 kilómetros al S. de la boca del Paicaví y casi á igual distancia al N. de la del río Lleulleu.